# Бабіте
Бабіте (латис. Babīte) — поселення Бабітської волості краю Марупе. Розташоване на західному кордоні Риги, обабіч залізниці Рига-Тукум (станція Бабіте ) між шосе A5 і A10, 4,7 км від волостного центру Пінькій, 9,5 км від повітового центру Марупе та 13 км від с. центр Риги. У Бабіте збереглася виражена зіркоподібна структура історичних доріг, які з’єднуються в центрі Бабіте біля залізничної станції (історичний переїзд).
У Бабіте є два дитячих садки, приватна початкова школа «Vinnijs», практика сімейного лікаря, кілька магазинів, пошта, кілька компаній.

## Історія
Село Бабіте утворилося навколо шинку Пупе та залізничної станції Пупе, яка була важливою зупинкою для тогочасного транзитного сполучення між Ригою та приморськими селами, популярними літніми місцями відпочинку рижан. На півдорозі від Риги до Дубултіему, біля нинішньої залізничної станції Бабите, у той час була пивна Pūpja, яка називалася «Шманткученкруг». По дорозі на море і назад іноді продавали коней і частувалися кавою з кремом.